# Sự kiện tuyệt chủng Phấn Trắng – Cổ Cận

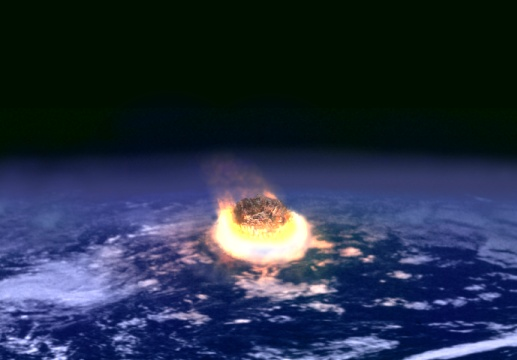
Bản vẽ của một nghệ sĩ về một tiểu hành tinh cách nhau vài km va chạm vào Trái Đất. Một tác động như vậy có thể giải phóng năng lượng tương đương với vài triệu vũ khí hạt nhân phát nổ cùng một lúc.

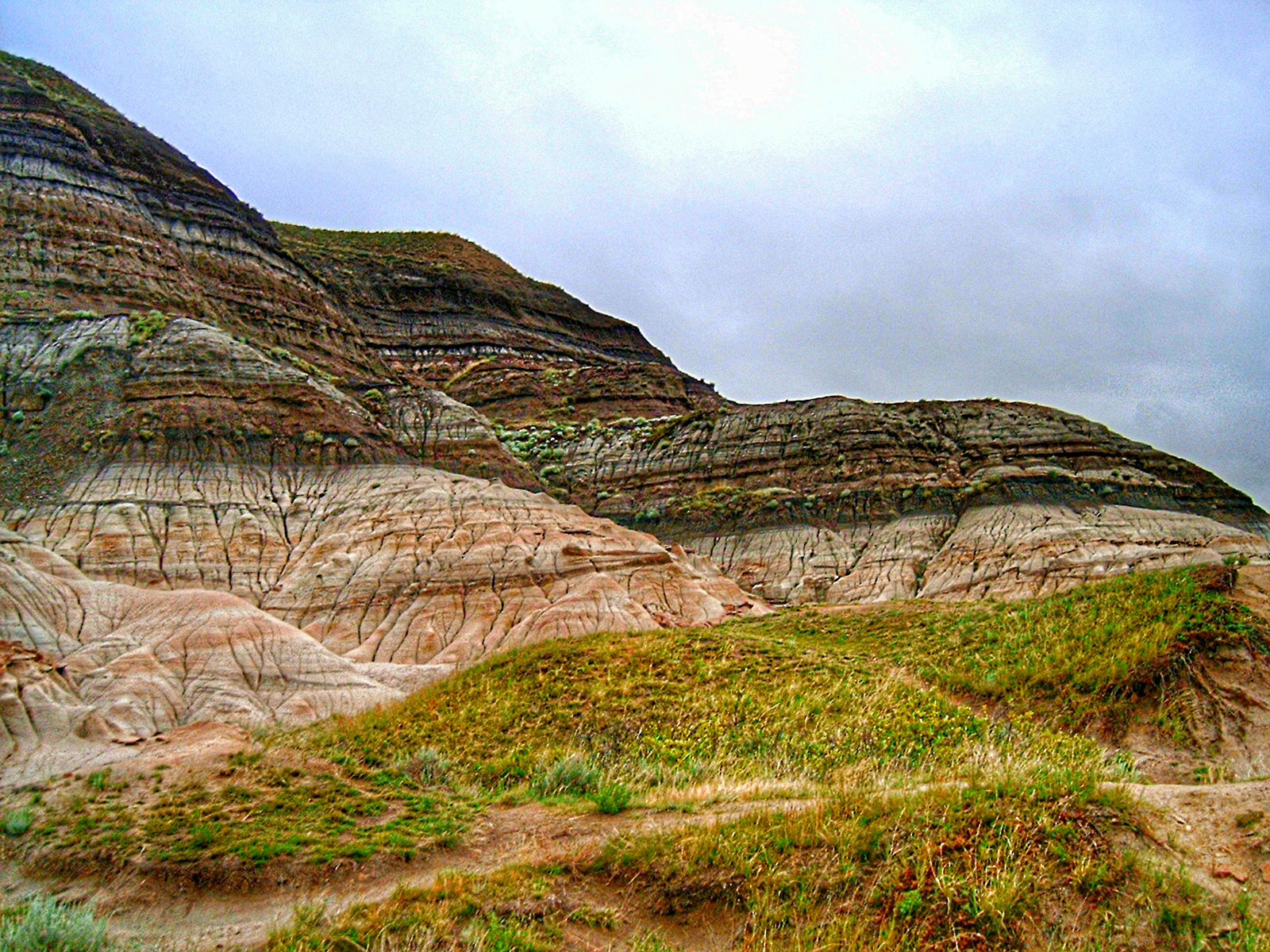
Badlands gần Drumheller, Alberta, tây Canada lộ ra ranh giới K-T do hoạt động xói mòn

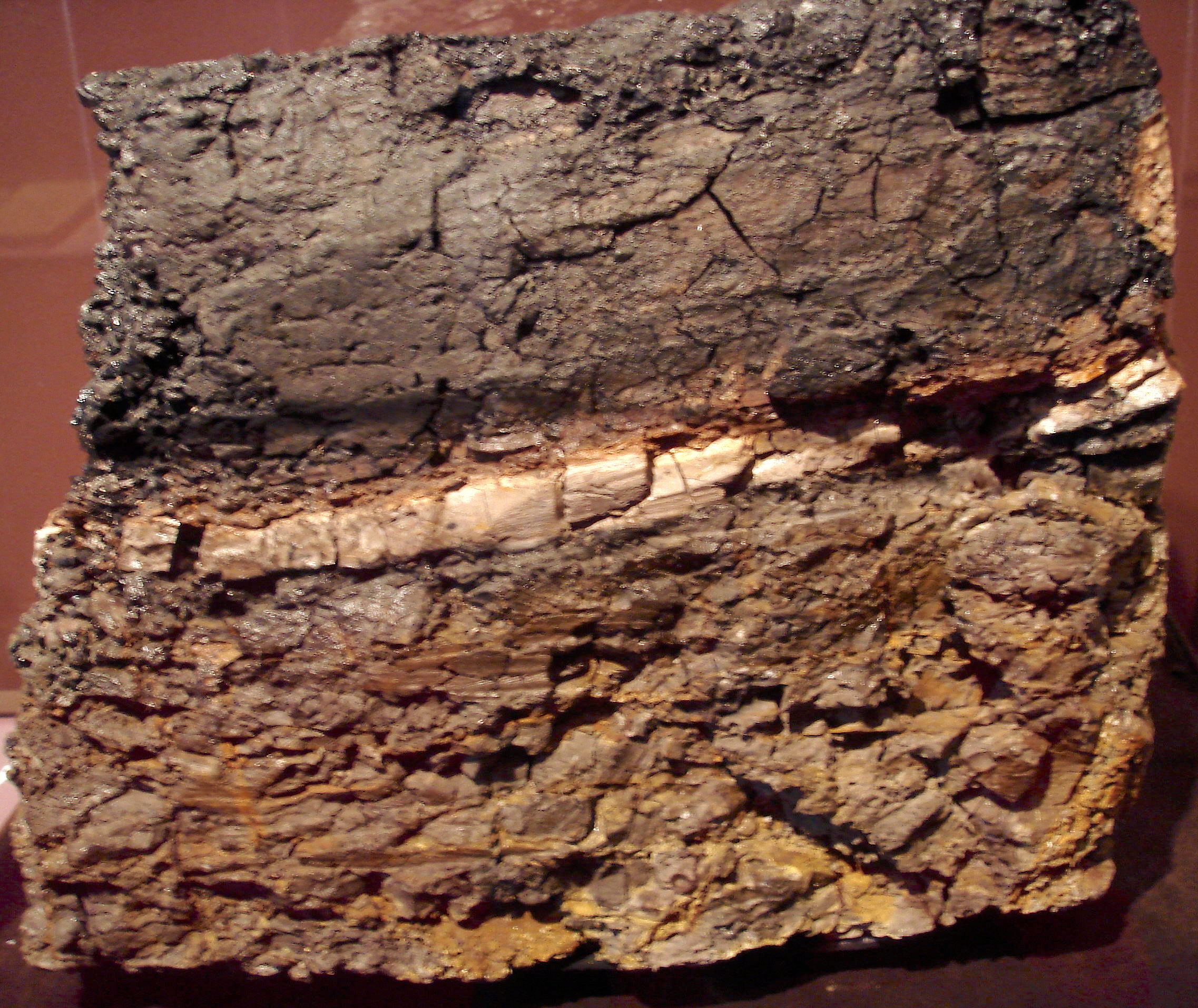
Một tảng đá ở Wyoming với lớp sét kết nằm giữa chứa hàm lượng iridi cao gấp 1000 lần so với các lớp nằm trên và dưới. Hình được chụp tại bảo tàng lịch sử tự nhiên San Diego

Sự kiện tuyệt chủng Phấn Trắng – Cổ Cận (K–Pg), sự kiện tuyệt chủng Creta–Paleogen hay sự kiện tuyệt chủng Phấn Trắng – Đệ Tam (K–T) là một vụ đại tuyệt chủng xảy ra cách đây khoảng 66 triệu năm trước vào cuối thời kỳ Maastricht khi các loài động thực vật tuyệt chủng với quy mô lớn trong một khoảng thời gian địa chất ngắn. Sự kiện này còn liên quan đến ranh giới địa chất giữa kỷ Phấn Trắng và kỷ Cổ Cận, đó là một dải trầm tích mỏng được tìm thấy ở nhiều nơi trên thế giới. Sự kiện này đánh dấu sự kết thúc của đại Trung Sinh và bắt đầu đại Tân Sinh.
Các hóa thạch khủng long không thuộc lớp chim chỉ được tìm thấy bên dưới ranh giới K-T, điều này cho thấy rằng các loài khủng long khác chim đã tuyệt chủng trong sự kiện này. Một số lượng rất ít hóa thạch khủng long đã được tìm thấy bên trên ranh giới K-T, nhưng được giải thích là do quá trình tái lắng đọng các vật liệu này, nghĩa là các hóa thạch bị bóc mòn từ các vị trí nguyên thủy của chúng và sau đó được bảo tồn trong các lớp trầm tích được hình thành sau đó. Thương long, thằn lằn cổ rắn, thằn lằn có cánh, và một số loài thực vật và động vật không xương sống cũng tuyệt chủng. Nhánh động vật có vú đã tồn tại qua sự kiện này với một số ít bị tuyệt chủng, và phân tỏa tiến hóa từ các nhánh có mặt trong tầng Maastricht đã xuất hiện nhiều sau ranh giới này. Các tốc độ tuyệt chủng và phân nhánh thay đổi ở các nhánh sinh vật khác nhau.
Các nhà khoa học giả thuyết rằng sự kiện tuyệt chủng K–T là do một hoặc nhiều thảm họa, như sự tác động mạnh mẽ của các thiên thạch (giống như hố Chicxulub), hoặc do sự gia tăng mức độ hoạt động của núi lửa. Một vài hố va chạm và hoạt động núi lửa mạnh mẽ đã được định tuổi tương ứng với thời gian xảy ra sự kiện tuyệt chủng. Các sự kiện địa chất như thế này có thể làm giảm lượng ánh sáng và mức độ quang hợp, dẫn đến sự phá hủy hệ sinh thái của Trái Đất trên quy mô lớn. Các nhà nghiên cứu khác thì tin rằng sự tuyệt chủng phát triển từ từ, là kết quả của sự biến đổi chậm hơn của mực nước biển hoặc khí hậu.

## Các kiểu tuyệt chủng
Mặc dù sự kiện đánh dấu một ranh giới địa chất là khốc liệt, đó là sự biến đổi đáng kể về tốc độ tuyệt chủng giữa và trong các nhánh khác nhau. Các loài phụ thuộc vào quang hợp đã suy giảm hoặc trở nên tuyệt chủng khi các hạt vật chất trong khí quyển che ánh nắng mặt trời và làm giảm năng lượng mặt trời đến được bề mặt Trái Đất. Sự tuyệt chủng thực vật này gây ra một xáo trộn lớn đối với các nhóm thực vật chi phối. Các loài sinh vật quang hợp, bao gồm thực vật phiêu sinh và thực vật trên cạn, tạo thành nền tảng của chuỗi thức ăn vào cuối kỷ Phấn Trắng giống như ngày nay. Các dấu vết cho thấy rằng các động vật ăn cỏ đã chết khi các thực vật mà chúng ăn trở nên khan hiếm. Do đó, các động vật săn mồi hàng đầu như Tyrannosaurus rex cũng chết.
Tảo gai vôi (Coccolithophore) và động vật thân mềm (bao gồm cúc đá, Rudistes, ốc và trai nước ngọt, và các sinh vật mà chuỗi thức ăn của chúng bao gồm các loài tạo vỏ này) trở nên tuyệt chủng hoặc chịu tổn thất nặng. Ví dụ, người ta cho rằng cúc đá là thức ăn chủ yếu của thương long (Mosasauridae), một nhóm bò sát biển khổng lồ đã tuyệt chủng vào sự kiện này.
Các loài động vật ăn tạp, động vật ăn sâu bọ và động vật ăn xác chết đã sống sót trong sự kiện tuyệt chủng, có lẽ do lượng thực phẩm gia tăng. Vào cuối kỷ Phấn Trắng, có vẻ như đã không còn loài động vật có vú ăn cỏ hay ăn thịt thuần túy. Thú và chim đã sống sót qua sự kiện tuyệt chủng đã ăn côn trùng, giun và ốc, mà các sinh vật này tới lượt mình lại ăn động vật và thực vật chết. Các nhà khoa học giả thiết rằng các sinh vật này đã sống sót sau sự sụp đổ của các chuỗi thức ăn dựa trên thực vật là do chúng ăn thức ăn vụn (vật chất hữu cơ không có sự sống).
Trong các quần lạc sinh vật suối, chỉ một vài nhóm động vật trở nên tuyệt chủng do các quần lạc này ít dựa một cách trực tiếp vào thức ăn từ các thực vật sống mà dựa nhiều vào thức ăn mảnh vụn trôi ra từ đất liền, hãm chúng khỏi sự tuyệt chủng. Các mô hình tương tự, nhưng phức tạp hơn được tìm thấy trong các đại dương. Sự tuyệt chủng trở nên nghiêm trọng hơn trong số các động vật sống trong tầng nước mặt so với các động vật sống trên đáy biển. Các động vật trong cột nước hầu như phụ thuộc hoàn toàn vào thực phẩm chính từ thực vật trôi nổi trong khi các động vật sống trên đáy đại dương ăn mảnh vụn hữu cơ hoặc các động vật có thể chuyển sang ăn mảnh vụn.
Các động vật hít thở không khí lớn nhất sống sót qua sự kiện này như động vật dạng cá sấu (Crocodyliformes) và li long (Choristodera), là những dạng bán thủy sinh và đã tiếp cận được với nguồn thức ăn mảnh vụn. Các loài cá sấu hiện đại có thể sống như các động vật ăn xác chết và có thể sống sót vài tháng mà không cần thức ăn, và con non của chúng thì nhỏ, chậm lớn, và ăn chủ yếu là động vật không xương sống và sinh vật chết hay mảnh vụn của các sinh vật trong những năm đầu tiên. Các đặc điểm này đã được liên kết với sự sống sót của cá sấu vào cuối kỷ Phấn Trắng.
Sau sự kiện K–T, sự đa dạng sinh học cần có thời gian để hồi phục, mặc cho sự tồn tại của vô cùng nhiều hốc sinh thái bị bỏ trống.

### Vi sinh vật
Ranh giới K-T thể hiện một trong số các luân chuyển mạnh mẽ nhất trong hóa thạch đối với các vi phiêu sinh vật chứa vôi khác nhau đã hình thành nên trầm tích calci, là tiền đề cho tên gọi của kỷ Phấn trắng (kỷ Phấn Trắng). Luân chuyển trong nhóm này được đánh dấu sắc nét ở cấp độ loài. Phân tích thống kê về sự mất đi của sinh vật biển trong khoảng thời gian này cho thấy rằng sự sụt giảm đa dạng sinh học chủ yếu là do sự gia tăng mạnh của tuyệt chủng hơn là do sự suy giảm trong hình thành loài. Dấu vết về giáp tảo (Dinoflagellata) trong ranh giới K-T vẫn chưa được hiểu rõ, vì chỉ có bào xác vi sinh vật là có hóa thạch được ghi nhận, và không phải tất cả các loài giáp tảo đều có các giai đoạn tạo bào xác, vì vậy sự đa dạng sinh ra có lẽ đã bị đánh giá thấp. Các nghiên cứu gần đây chỉ ra rằng không có sự thay đổi lớn đối với giáp tảo trong lớp trầm tích của ranh giới này.
Trùng tia đã có mặt trong các lớp địa chất ít nhất là từ kỷ Ordovic, và các khung xương hóa thạch khoáng hóa của chúng có thể thấy vết trong ranh giới K–T. Không có dấu hiệu tuyệt chủng lớn của các loài này, và có bằng chứng hỗ trợ cho sự sinh sôi nảy nở mạnh mẽ ở các loài này tại các vĩ độ cao nam bán cầu do nhiệt độ mát lạnh dần vào Paleocen sớm. Khoảng 46% các loài tảo cát đã sống sót qua giai đoạn này từ Creta đến Paleocen thượng. Điều này gợi ý có sự luân chuyển đáng kể về loài, chứ không phải sự tuyệt chủng ở mức thảm họa của các loài tảo cát, trong suốt ranh giới K–T.
Sự có mặt của phiêu sinh vật trùng lỗ trong ranh giới K–T đã được nghiên cứu từ thập niên 1930. Nghiên cứu được thúc đẩy bởi khả năng có một sự kiện gây ảnh hưởng xảy ra tại ranh giới K–T đã dẫn tới một loạt các ấn phẩm miêu tả chi tiết sự tuyệt chủng phiêu sinh trùng lỗ ở ranh giới này. Tuy nhiên, điều này cũng còn những tranh cãi giữa các nhà khoa học, một nhóm thì tin có dấu hiệu cho thấy sự tuyệt chủng đáng kể về số lượng loài này ở ranh giới K–T, còn một nhóm khác thì tin rằng có dấu hiệu chứng minh nhiều lần tuyệt chủng và nở rộ các loài này ở ranh giới K-T.
Nhiều loài trùng lỗ sống tầng đáy bị tuyệt chủng trong sự kiện K–Pg, kết luận này dựa trên các mảnh vụn hữu cơ từ các chất dinh dưỡng do sinh khối trong đại dương được cho là đã suy giảm. Tuy nhiên, khi các vi sinh vật biển được hồi phục, người ta cho rằng sự biệt hóa các loài trùng lỗ gia tăng là kết quả của sự gia tăng nguồn thức ăn. Phiêu thực vật hồi phục vào Paleocen sớm đã cung cấp nguồn thức ăn cho các chủng loài trùng lỗ tầng đáy, đây là những loài ăn mảnh vụn. Sự hồi phục sau cùng về số lượng các loài sống đáy đã diễn ra qua nhiều giai đoạn kéo dài hàng trăm ngàn năm đến Paleocen sớm.

### Động vật không xương sống ở biển

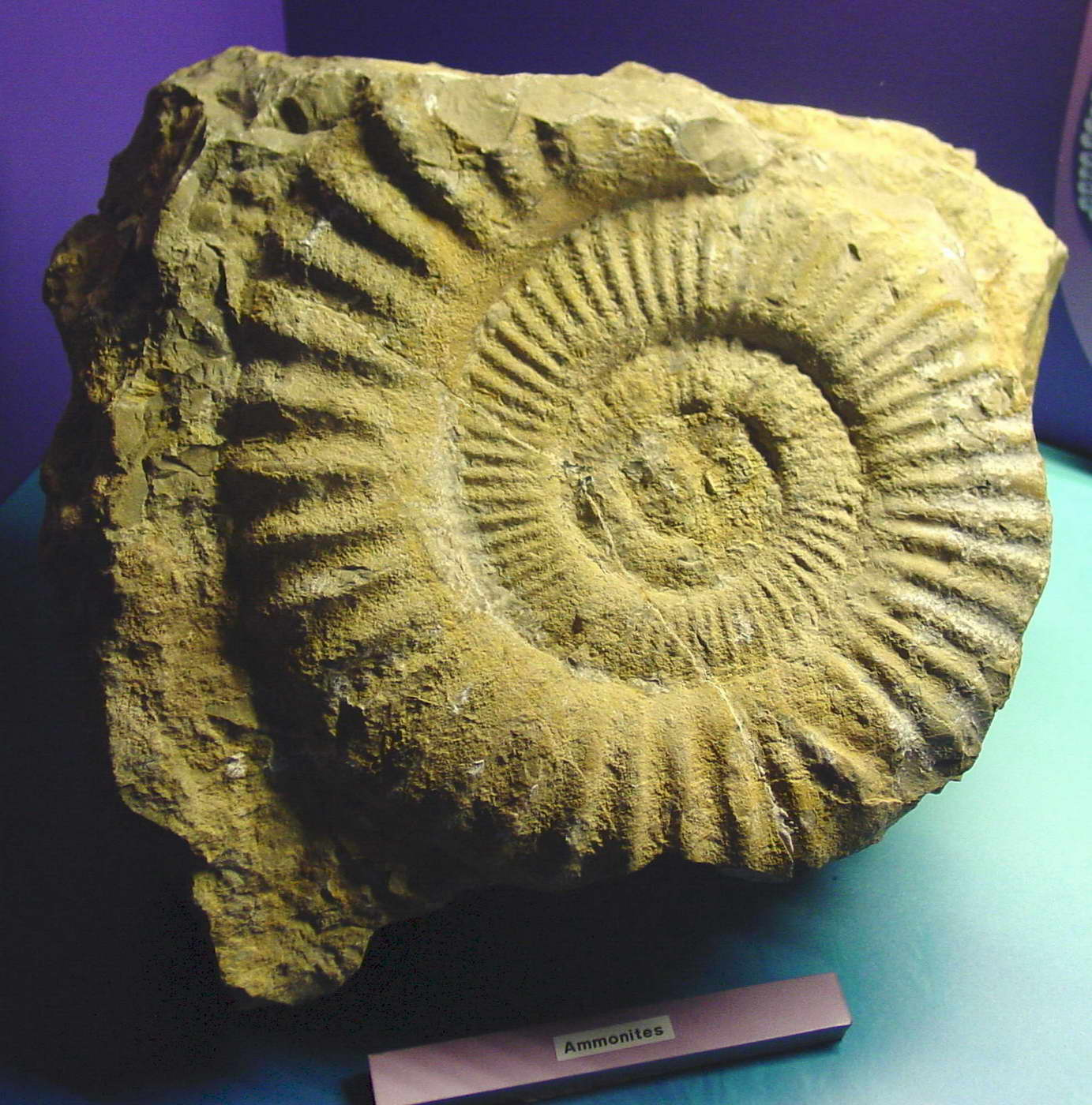
Hóa thạch cúc đá.

Có sự biến động trong hồ sơ hóa thạch cũng như đối với tốc độ tuyệt chủng của các loài động vật không xương sống biển trong suốt ranh giới K-T. Tốc độ biểu kiến chịu ảnh hưởng của sự thiếu vắng các hồ sơ hóa thạch hơn là sự tuyệt chủng trên thực tế.
Bọ nước (Ostracoda), là một nhóm nhỏ các loài giáp xác phổ biến trong thời kỳ tương ứng với tầng Maastricht thượng, để lại trầm tích hóa thạch ở nhiều nơi khác nhau. Sự xem xét các hóa thạch này cho thấy sự đa dạng của Ostracoda trong thế Paleocen thấp hơn so với các khoảng thời gian khác trong kỷ đệ Tam. Tuy nhiên, nghiên cứu hiện tại không biết chắc liệu sự tuyệt chủng đã xảy ra trước hay trong khi hình thành ranh giới này.
Khoảng 60% các chi san hô đá (Scleractinia) tuổi Creta muộn đã không vượt qua được ranh giới K–T để tiến sang thế Paleocen. Phân tích tiếp theo về sự tuyệt chủng của san hô cho thấy rằng khoảng 98% các loài san hô tập đoàn, những loài sống trong môi trường nước ấm, nông, cận nhiệt đới, đã tuyệt chủng. Các loài san hô đơn độc thường không tạo thành rạn san hô và sống trong môi trường nước lạnh và sâu hơn (dưới đới sáng rõ) của đại dương thì bị ảnh hưởng ít hơn tại ranh giới K–T. Các loài san hô tập đoàn dựa vào quan hệ cộng sinh với tảo quang hợp, mà các loài tảo này bị chết đi trong sự kiện xung quanh ranh giới K-T. Tuy nhiên, việc sử dụng dữ liệu từ các hóa thạch san hô để hỗ trợ cho sự kiện tuyệt chủng K-T và sau đó là sự phục hồi trong thế Paleocen phải cân đối với những thay đổi đã xảy ra trong các hệ sinh thái san hô trong suốt ranh giới K–T.
Số lượng các chi động vật chân đầu, động vật da gai, và thân mềm hai mảnh vỏ đã thể hiện sự suy giảm đáng kể từ sau ranh giới K-T. Hầu hết các loài động vật tay cuộn (Brachiopoda), một ngành nhỏ các loài động vật không xương sống biển, đã sống sót qua sự kiện K–T và đa dạng hóa trong suốt thời kỳ Paleocen sớm.

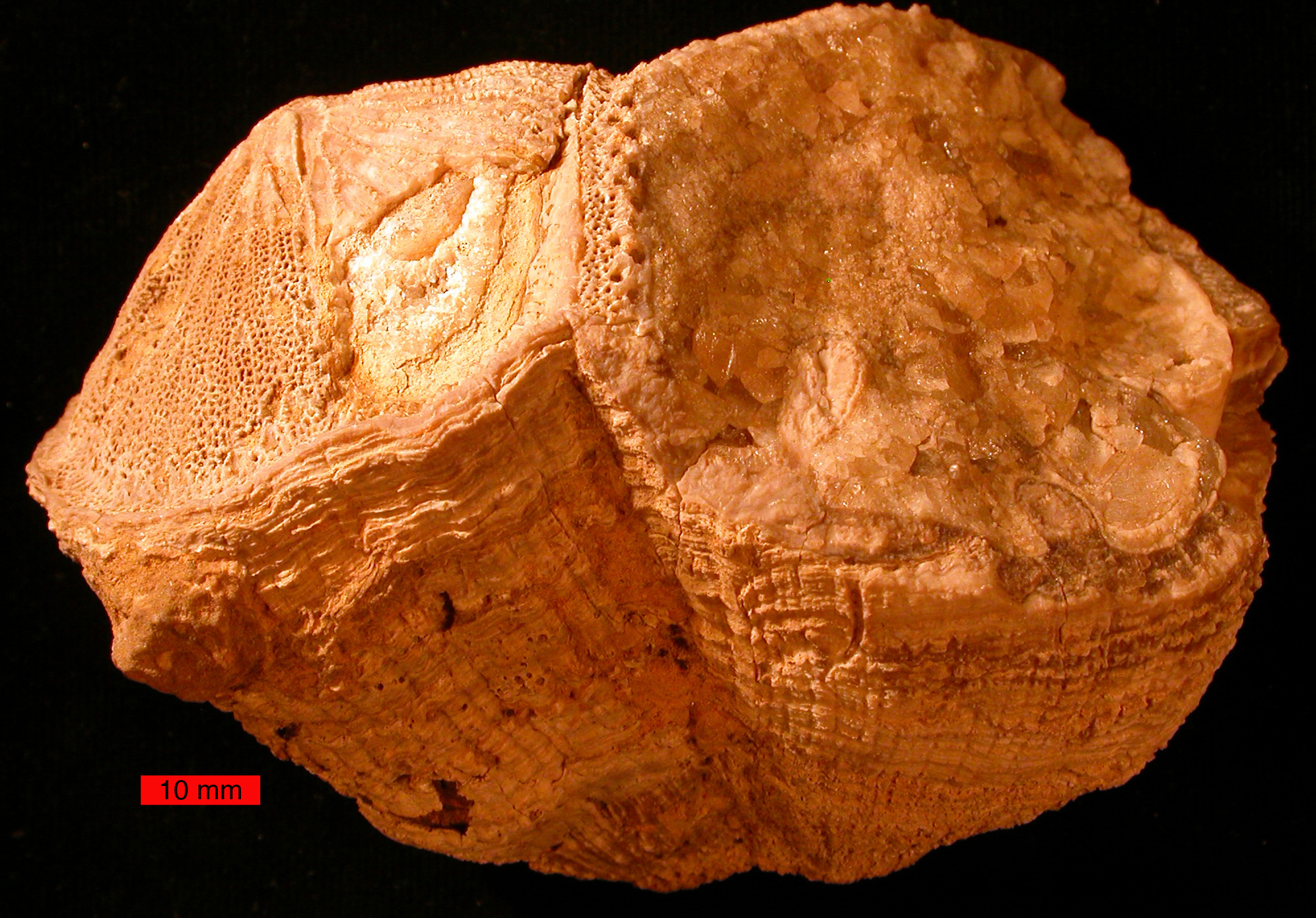
Động vật hai mảnh vỏ nghêu tạo rạn san hô (Hippuritoida) trong Creta muộn ở núi Omani, Tiểu vương quốc Ả Rập thống nhất. Thước tỉ lệ 10 mm.

Ngoại trừ các loài nautiloidea (đại diện hiện đại là bộ nautilida) và coleoidea (đã tách ra thành Octopoda, Teuthida, và Sepiida hiện đại) tất cả các loài động vật thâm mềm khác thuộc lớp Chân đầu bị tuyệt chủng tại ranh giới K-T. Các loài này bao gồm tiễn thạch (Belemnoidea) có ý nghĩa sinh thái quan trọng, cũng như cúc đá là một nhóm động vật chân đầu có vỏ có sự đa dạng cao về số lượng và phân bố rộng rãi. Các nhà nghiên cứu chỉ ra viễn cảnh sinh sản của các loài nautiloidea còn sống sót nhờ vào số lượng trứng ít nhưng to hơn, cách thức này đóng vai trò quan trọng trong sự sống còn của nhóm tương tự chúng là cúc đá qua sự kiện tuyệt chủng. Ngược lại, cúc đá dùng cách sinh sản dạng phiêu sinh (nhiều trứng và ấu trùng phiêu sinh), điều này có thể làm chúng bị phá hủy trong sự kiện tuyệt chủng K-T. Một nghiên cứu khác còn cho thấy rằng sau khi Ammonoidea bị loại ra khỏi hệ sinh vật toàn cầu thì Nautiloidea bắt đầu phân tán tiến hóa thành các dạng có vỏ và phức tạp mặc dù các yếu tố này chỉ có ở cúc đá.
Khoảng 35% các chi động vật da gai bị tuyệt chủng ở ranh giới K-T, mặc dù các đơn vị phân loại đã từng thịnh vượng trong các môi trường nước nông vĩ độ thấp trong suốt Creta muộn có tốc độ tuyệt chủng cao nhất. Các loài da gai ở môi trường nước sâu hơn và vĩ độ trung bình thì ít bị ảnh hưởng ở ranh giới K-T. Kiểu tuyệt chủng là do mất môi trường sống, đặc biệt là sự nhấn chìm các khối cacbonat là các rạn san hô nước nông đã có trước đó, do sự kiện tuyệt chủng.
Các nhóm động vật không xương sống khác như rudist (nghêu tạo rạn san hô) và Inoceramus (loài khổng lồ có quan hệ với sò (Pectinidae) hiện đại) cũng bị tuyệt chủng ở ranh giới K-T.

### Cá
Có một lượng di chỉ hóa thạch đáng kế các loài cá có quai hàm trong ranh giới K-T, những hóa thạch này là dấu hiệu tốt về kiểu tuyệt chủng của các lớp động vật có xương sống. Trong số các loài cá sụn, khoảng 80% các họ cá mập và cá đuối đã sống sót qua sự kiện tuyệt chủng này, và hơn 90% các họ cá teleostei đã sống sót. Có dấu hiệu cho thấy số lượng lớn hóa thạch các loài cá xương được bảo tồn ở các vị trí hóa thạch chỉ nằm trong lớp bên trên ranh giới K-T ở đảo Seymour gần Nam Cực, dường như là sự lắng đọng từ sự kiện K–Pg. Tuy nhiên, các loài cá sống trong các môi trường nước ngọt và nước mặn đã được giảm nhẹ những tác động môi trường của sự kiện tuyệt chủng.

### Động vật không xương sống trên cạn
Tổn hại do côn trùng gây ra đối với lá hóa thạch của các loài thực vật có hoa ở 14 di chỉ tại Bắc Mỹ được sử dụng làm đại diện cho sự đa dạng của côn trùng ở ranh giới K-T và được phân tích để xác định tốc độ tuyệt chủng. Các nhà nghiên cứu phát hiện rằng các di chỉ với niên đại Creta, trước khi diễn ra sự kiện tuyệt chủng, có sự đa dạng cao về các loài ăn thực vật và ăn côn trùng. Tuy nhiên, trong suốt thời kỳ Paleocen sớm, hệ thực vật tương đối đa dạng với một số ít loài ăn côn trùng, thậm chí đến 1,7 triệu năm sau sự kiện tuyệt chủng.

### Thực vật trên cạn
Có bằng chứng rõ ràng về sự phá hủy các quần thể thực vật ở ranh giới K-T. Tuy nhiên, có những khác biệt ở mức độ khu vực về sự diễn thế thực vật. Ở Bắc Mỹ, dữ liệu cho thấy rằng sự phá hủy số lượng lớn hệ thực vật và sự tuyệt chủng lớn của thực vật ở các phần của ranh giới K-T, mặc dù có sự thay đổi đáng kể các hệ thực vật cực lớn trước ranh giới này.
Ở các vĩ độ cao của Nam bán cầu như New Zealand và Nam Cực, các hệ thực vật bị tiêu diệt nhiều làm cho không có sự hồi phục đáng kể của một số loài, nhưng các thay đổi ngắn hạn về sự phong phú tương đối của các nhóm thực vật. Ở Bắc Mỹ, khoảng 57% các loài thực vật tuyệt chủng. Sự hồi phục các loài thực vật trong Paleocen bắt đầu với sự xâm chiếm của dương xỉ, được thể hiện như là đỉnh dương xỉ trong các địa tầng; tương tự như sự tái chiếm của dương xỉ được quan sát sau vụ phun trào ở núi St. Helen năm 1980.
Do sự phá hủy trên diện tổng thể của các loài thực vật ở ranh giới K-T, có sự gia tăng của các sinh vật hoại sinh như nấm, chúng không cần sự quang hợp và sử dụng chất dinh dưỡng từ thực vật phân hủy. Sự thống trị của nấm kéo dài chỉ vài năm trong lúc bầu khí quyển được dọn sạch và có nhiều chất hữu cơ để ăn. Khi bầu khí quyển đã được dọn sạch thì các sinh vật quang hợp như dương xỉ và các loài thực vật khác bắt đầu tái sinh. Tính đa bội dường như đã tăng cường khả năng sống sót qua sự tuyệt chủng của thực vật có hoa, có thể là do các bản sao bổ sung của bộ gen mà các loài thực vật này sở hữu cho phép chúng dễ dàng thích nghi hơn với sự thay đổi nhanh chóng của các điều kiện môi trường sau sự va chạm.

### Động vật lưỡng cư
Không có dấu hiệu tuyệt chủng lớn của các loài lưỡng cư ở ranh giới K-T, và có dấu hiệu mạnh mẽ khẳng định rằng hầu hết các loài lưỡng cư đã sống sót một cách tương đối nguyên vẹn sau sự kiện này. Một số nghiên cứu chuyên sâu về các chi kỳ giông trong các lớp hóa thạch ở Montana cho thấy rằng 6 trong 7 chi đã không thay đổi sau sự kiện này.
Các loài ếch nhái gần như sống sót cho đến Paleocen với một số ít loài tuyệt chủng. Tuy nhiên hồ sơ hóa thạch đối với các họ và các chi ếch nhái là thất thường. Một nghiên cứu mở rộng về 3 chi ếch ở Montana cho thấy rằng không có sự ảnh hưởng từ sự kiện K–Pg và sự sống sót dường như không thay đổi. Dữ liệu cho thấy có ít hoặc không có dấu hiệu về sự tuyệt chủng của các loài lưỡng cư liên quan đến sự kiện K–Pg. Lưỡng cư sống sót là kết quả của khả năng tự tìm nơi sinh sống trong nước hoặc xây dựng hang hốc trong trầm tích, đất, gỗ hoặc bên dưới các tảng đá.

### Bò sát không phải Archosauria

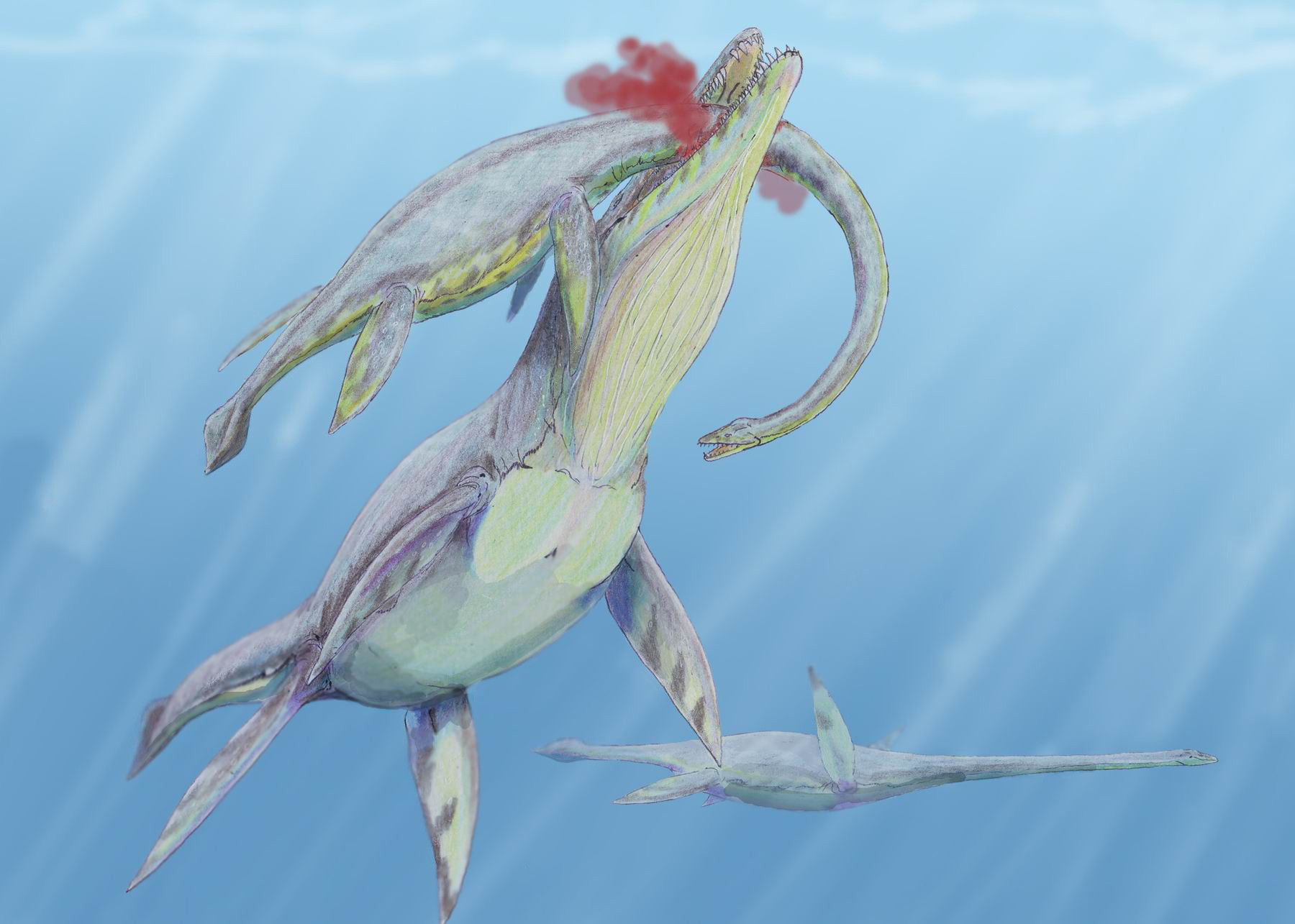
Các loài bò sát biển lớn như thương long và thằn lằn cổ rắn bị tuyệt chủng vào cuối kỷ Phấn Trắng.

Hai nhóm bò sát không thuộc nhánh Archosauria (thằn lằn chúa) còn sinh tồn là Testudines (rùa) và Lepidosauria (thằn lằn vảy, bao gồm rắn, thằn lằn, và thằn lằn giun), cùng với ly long (Choristodera, nhóm bò sát dạng thằn lằn chúa (Archosauromorpha) sống bán thủy sinh, đã biến mất vào Miocen sớm), đã sống sót qua ranh giới K-T. Trên 80% các loài rùa kỷ Phấn Trắng đã sống sót qua ranh giới K-T. Ngoài ra, tất cả sáu họ rùa tồn tại vào cuối kỷ Phấn Trắng đã sống sót qua kỷ đệ Tam và đại diện là các loài rùa hiện tại.
Các loài thằn lằn vảy còn sống bao gồm Rhynchocephalia (tuatara) và Squamata (bò sát có vảy). Rhynchocephalia đã từng là một nhóm thằn lằn vảy phát triển rộng khắp vào đầu đại Trung Sinh, nhưng bắt đầu suy giảm vào giữa kỷ Phấn Trắng. Đại diện hiện nay của chúng là một chi duy nhất phân bố ở New Zealand.
Các loài Squamata, với các đại diện hiện nay như thằn lằn; rắn và thằn lằn giun, đã phân nhánh vào các hốc sinh thái khác nhau trong suốt kỷ Jura và phát triển mạnh mẽ trong suốt kỷ Phấn Trắng. Chúng đã sống sót qua ranh giới K-T và hiện là nhóm đa dạng và phát triển nhất trong số các loài bò sát với hơn 6.000 loài. Không có họ bò sát có vảy sống trên cạn nào mà người ta đã biết đến đã tuyệt chủng tại ranh giới này, và dấu hiệu hóa thạch chỉ ra rằng chúng đã không trải qua bất kỳ sự suy giảm đáng kể nào về số lượng. Kích thước nhỏ, trao đổi chất có thể thích nghi, và khả năng di chuyển đến các môi trường thích hợp hơn là yếu tố quan trọng cho khả năng sống còn của chúng vào Creta muộn và Paleogen sớm.
Các loài bò sát thủy sinh khổng lồ không thuộc nhóm thằn lằn chúa như Mosasauroidea và Plesiosauria, những loài săn mồi hàng đầu trong biển vào thời kỳ đó, đã bị tuyệt chủng vào cuối kỷ Phấn Trắng.

### Bò sátArchosauria(Thằn lằn chúa)
Nhánh thằn lằn chúa (Archosauria) gồm 2 bộ còn sinh tồn là cá sấu (gồm các họ còn sinh tồn duy nhất là Alligatoridae, Crocodylidae và Gavialidae) và khủng long (Dinosauria, trong đó chim là nhóm các thành viên còn sinh tồn duy nhất), cùng với các loài khủng long phi điểu và thằn lằn có cánh (Pterosauria) đã tuyệt chủng.

#### Bò sát dạng cá sấu
10 họ bò sát dạng cá sấu (Crocodiliformes) hoặc các họ hàng gần của chúng có mặt trong các hóa thạch của tầng Maastricht, 5 trong số đó đã diệt vong trước ranh giới K-T. 5 họ đều có hóa thạch trong các trầm tích Maastricht và Paleocen. Tất cả các họ còn sinh tồn của Crocodyliformes sống trong các môi trường nước ngọt và trên cạn, trừ Dyrosauridae sống trong môi trường nước ngọt và nước mặn. Khoảng 50% đại diện của Crocodyliformes đã sống sót qua ranh giới K-T, xu hướng rõ ràng nhất là không có cá sấu lớn đã sống sót. Khả năng bò sát dạng cá sấu sống sót qua ranh giới K-T có thể là do chúng có khả năng thích nghi với môi trường nước và đào hang, yếu tố này làm giảm tính nhạy cảm của chúng đối với những tác động môi trường tiêu cực ở ranh giới này. Năm 2008, Jouve và cộng sự đã đề xuất rằng các loài bò sát dạng cá sấu biển còn nhỏ sống trong các môi trường nước ngọt như các loài cá sấu biển hiện đại, yếu tố này giúp chúng sống sót ở những nơi mà các loài bò sát biển khác bị tuyệt chủng; do các môi trường nước ngọt không bị ảnh hưởng mạnh mẽ ở sự kiện K–Pg như môi trường biển.

#### Thằn lằn có cánh

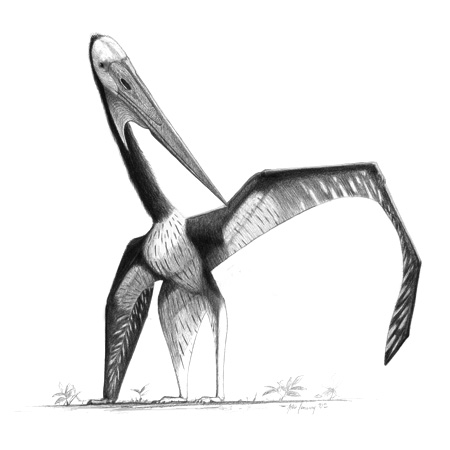
Zhejiangopterus linhaiensis, loài thằn lằn có cánh được phát hiện ở Trung Quốc sinh sống trong Creta muộn.

Chỉ có một họ thằn lằn có cánh (Pterosauria), Azhdarchidae, có mặt rõ ràng trong tầng Maastricht, và nó bị tuyệt chủng ở ranh giới K-T. Các loài thằn lằn có cánh lớn này là các đại diện cuối cùng của nhóm đang suy giảm đã từng chứa khoảng 10 họ vào giữa kỷ Phấn Trắng. Các loài thằn lằn có cánh nhỏ hơn đã bị tuyệt chủng trước tầng Maastricht trong suốt thời gian diễn ra sự suy giảm các loài động vật nhỏ hơn trong khi các loài động vật lớn hơn trở nên phổ biến hơn. Trong khi sự kiện này diễn ra, các loài chim hiện đại trải qua sự đa dạng hóa và thay thế các nhóm chim cổ và thằn lằn có cánh, có thể là do sự cạnh tranh trực tiếp, hoặc chỉ đơn giản là chúng lấp đầy các hốc sinh thái rỗng.

#### Chim
Hầu hết các nhà cổ sinh vật học đều cho rằng chim là nhánh còn sinh tồn duy nhất của khủng long (xem bài nguồn gốc của chim). Tuy nhiên, tất cả các loài chim không thuộc nhóm chim hiện đại (Neornithes) đã bị tuyệt chủng, bao gồm cả các nhóm đang phồn thịnh như Enantiornithes (chim đối ngược) và Hesperornithes (chim hoàng hôn). Một vài phân tích hóa thạch chim chỉ ra rằng có sự phân nhánh các loài trước ranh giới K-T, và cho rằng các họ hàng của vịt, gà và đà điểu đã cùng tồn tại với các loài khủng long phi chim. Một lượng lớn các mẫu hóa thạch chim được thu thập đại diện cho một dải các loài khác nhau cung cấp các bằng chứng dứt khoát về sự tồn tại của các loài chim cổ trong vòng 300.000 năm của ranh giới K–Pg. Không có loài nào trong chúng được biết là đã sống sót cho đến thế Paleogen, và sự tồn tại của chúng vào cuối thời kỳ của tầng Maastricht do đó cung cấp những bằng chứng mạnh mẽ đối với sự tuyệt chủng hàng loạt của các loài chim cổ trùng khớp với sự va chạm của tiểu hành tinh Chicxulub. Một tỉ lệ nhỏ các loài chim kỷ Phấn Trắng đã sống sót sau sự kiện này và chúng phát triển thành các loài chim hiện nay. Hơn thế nữa, chỉ có một loài chim duy nhất chưa được đặt tên đã được xác định một cách chắc chắn sự tồn tại của chúng ở trên và dưới ranh giới K-Pg (nó có mặt trong hệ tầng Hell Creek thuộc tầng Maastricht và hệ tầng Fort Union thuộc tầng Đan Mạch.
Nhóm chim duy nhất có thể nói là đã sống sót qua ranh giới K-T là chim hiện đại (Neornithine, trừ 1 loài trong thế Paleogen, Qinornis paleocenica, có thể là loài chim đã sống sót không thuộc nhóm Neornithine). Chim hiện đại có khả năng sống sót qua sự kiện tuyệt chủng là do khả năng lặn, bơi và tìm nơi cư ngụ trong nước và đầm lầy. Một số loài chim hiện đại có thể đào hang, hoặc làm tổ trong các hốc cây hay trong tổ mối, vì các môi trường này giúp chúng ít chịu ảnh hưởng về biến đổi môi trường trong ranh giới K-T. Sự sống sót trong khoảng thời gian dài vượt qua ranh giới này được đảm bảo như là kết quả của sự lấp đầy các hốc sinh thái rỗng do sự tuyệt chủng của các loài khủng long phi điểu để lại.

#### Khủng long phi điểu

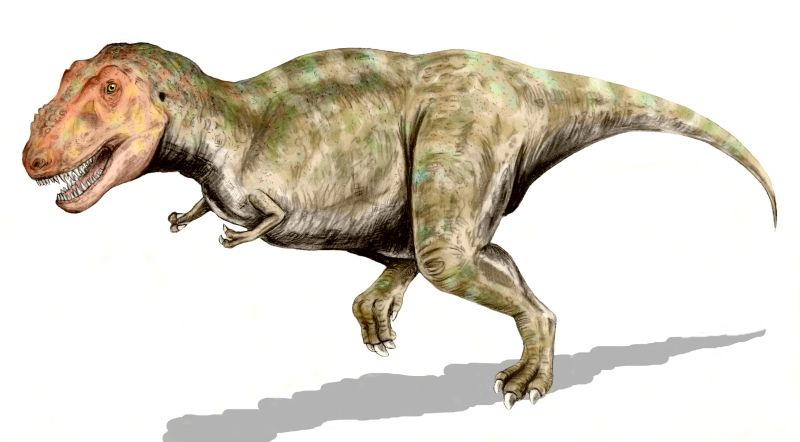
Tyrannosaurus là một trong những loài khủng long cuối cùng phát triển mạnh trên Trái Đất trước khi tuyệt chủng.

Ngoài một vài tranh cãi, về cơ bản các nhà khoa học đồng ý rằng tất cả loài khủng long phi điểu tuyệt chủng ở ranh giới K-T. Các hóa thạch khủng long đã từng được diễn giải như là chỉ ra cả sự sụt giảm về đa dạng lẫn sự không sụt giảm về đa dạng trong khoảng thời gian vài triệu năm cuối của kỷ Phấn Trắng, và có thể là do chất lượng hóa thạch khủng long không đủ tốt để các nhà nghiên cứu phân biệt được các lựa chọn. Vì không có bằng chứng nào cho thấy rằng khủng long phi điểu trong tầng Maastricht muộn có thể đào hang, bơi hoặc lặn, nên chúng không thể che chở cho chính chúng trước những phần tệ hại nhất của bất kỳ áp lực môi trường nào xảy ra tại ranh giới K-T. Có thể là các loài khủng long nhỏ (chứ không phải chim) đã sống sót, nhưng chúng có thể đã thiếu thức ăn, do nhóm khủng long ăn cỏ thì bị khan hiếm thức ăn thực vật, còn khủng long ăn thịt thì nhanh chóng nhận thấy sự cung cấp con mồi bị thiếu hụt.
Sự đồng thuận về nội nhiệt của khủng long giúp chúng ta hiểu về sự tuyệt chủng hoàn toàn của chúng trong mối tương quan với các họ hàng gần gũi là cá sấu. Các loài cá sấu ngoại nhiệt ("máu lạnh") có ít nhu cầu về thức ăn (chúng có thể sống hàng tháng mà không cần ăn) trong khi các loài nội nhiệt ("máu nóng") với kích thước tương tự thì cần nhiều thức ăn hơn nhằm duy trì quá trình trao đổi chất nhanh hơn. Do đó, khi chuỗi thức ăn bị phá vỡ như đã đề cập ở trên, các loài khủng long phi điểu bị chết trong khi một số loài cá sấu thì sống. Trong bối cảnh này, sự sống còn của các loài nội nhiệt khác như một số loài thú và chim, có thể là do những lý do khác, liên quan đến các nhu cầu thức ăn ít hơn của chúng, hoặc cũng liên quan đến kích thước nhỏ của chúng tại thời điểm tuyệt chủng.
Sự tuyệt chủng diễn ra từ từ hay diễn ra đột ngột vẫn còn là điều gây tranh cãi, do cả hai quan điểm này đều có những bằng chứng hóa thạch hỗ trợ. Một nghiên cứu về 29 địa điểm hóa thạch trong dãy núi Pyrenees phần thuộc xứ Catalunya, Tây Ban Nha, châu Âu, năm 2010 cho rằng khủng long đã phát triển rất đa dạng cho đến thời điểm được cho là thiên thạch va chạm vào Trái Đất. Các quan điểm khác diễn giải hóa thạch trong đá dọc theo sông Red Deer ở Alberta, Canada, như là bằng chứng hỗ trợ cho quan điểm tuyệt chủng từ từ của các loài khủng long phi điểu; trong suốt 10 triệu năm cuối của các lớp đá tuổi Creta ở đây, số lượng các loài khủng long có vẻ giảm từ khoảng 45 xuống còn 12. Các nhà khoa học khác cũng đưa ra quan điểm tương tự.

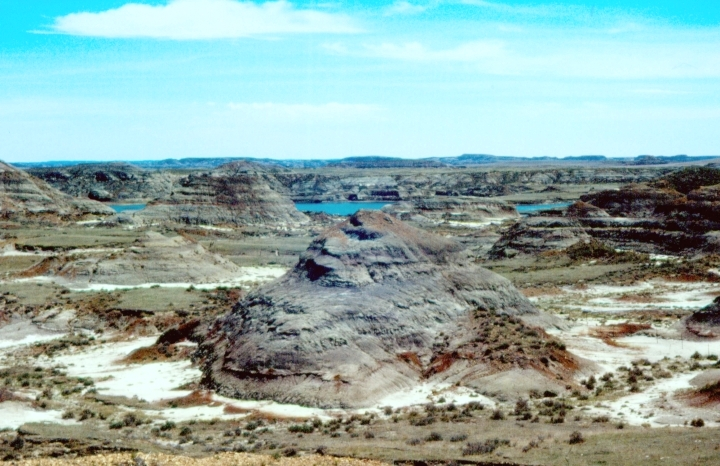
Hệ tầng Hell Creek

Một số nhà nghiên cứu bảo vệ quan điểm về khủng long thế Paleocen. Các luận cứ này dựa trên việc phát hiện ra các dấu tích khủng long còn sót lại trong hệ tầng Hell Creek dày đến 1,3 m nằm phía trên và có tuổi trẻ hơn 40.000 năm so với ranh giới K–T. Các mẫu phấn hoa thu thập gần một xương đùi khủng long mỏ vịt (Hadrosauridae) hóa thạch trong sa thạch Ojo Alamo Sandstone ở sông San Juan chỉ ra rằng con vật này sống trong kỷ đệ Tam, khoảng 64,5 Ma (khoảng 1 triệu năm sau sự kiện K–Pg). Nếu sự tồn tại của chúng qua ranh giới K-T có thể được xác nhận thì các loài khủng long mỏ vịt này có thể được xem là Dead Clade Walking. Một nghiên cứu hiện tại cũng chỉ ra rằng các hóa thạch này bị xói mòn từ những vị trí nguyên thủy của nó và sau đó tái lắng đọng trong các lớp trầm tích trẻ hơn.

### Thú có vú
Tất cả các nhánh thú chính kỷ Phấn Trắng như Monotremata (thú đẻ trứng), Multituberculata (thú răng nhiều mấu), Marsupialia (thú có túi) và Eutheria (thú thật sự), Dryolestoidea, và Gondwanatheria đã sống sót qua sự kiện K–Pg, mặc dù chúng cũng phải chịu tổn thất. Đặc biệt, thú có túi đã gần như biến mất ở Bắc Mỹ, và Deltatheroida châu Á, các họ hàng nguyên thủy của thú có túi còn sinh tồn đã tuyệt chủng. Trong tầng đáy của hệ tầng Hell Creek ở Bắc Mỹ, ít nhất một nửa trong số 10 loài thú răng nhiều mấu đã được biết và tất cả 11 loài thú có túi đã không còn được tìm thấy bên trên ranh giới này.
Các loài thú bắt đầu đa dạng hóa vào khoảng 30 triệu năm trước ranh giới K-T. Sự đa dạng hóa của các loài thú đã chậm lại qua ranh giới này.
Một nghiên cứu hiện tại chỉ ra rằng các loài thú đã không đa dạng hóa theo kiểu bùng nổ qua ranh giới K-T, mặc dù các hốc môi trường sẵn có được tạo ra bởi sự tuyệt chủng của khủng long. Một số bộ thú được giải đoán là đã đa dạng hóa ngay sau ranh giới K-T như Chiroptera (dơi) và Cetartiodactyla (một nhóm đa dạng, ngày nay bao gồm cá voi và cá heo và động vật guốc chẵn), mặc dù một nghiên cứu gần đây kết luận rằng chỉ có các bộ thú có túi đã đa dạng hóa sau ranh giới K-T.
Các loài thú ranh giới K-T nhìn chung có kích thước nhỏ, có thể so với kích thước của chuột; yếu tố này có thể đã giúp chúng tìm được nơi trú ngụ an toàn. Thêm vào đó, người ta mặc nhiên công nhận rằng một số loài thú đơn huyệt, thú có túi và thú có nhau thai trước đây đã sống trong môi trường nửa nước nửa cạn hoặc đào hang, vì ngày nay có nhiều dòng thú có môi trường sống tương tự như vậy. Bất kỳ loài thú sống đào hang hay sống trong môi trường nửa nước, nửa cạn có thể đã được thêm sự bảo vệ từ áp lực môi trường của ranh giới K-T.

## Bằng chứng

### Các hóa thạch ở Bắc Mỹ
Trong các chuỗi trầm tích lục địa Bắc Mỹ, sự kiện tuyệt chủng được thể hiện rõ nhất bởi sự khác biệt đặc trưng giữa các hóa thạch dạng bào phấn tầng Maastricht muộn giàu và tương đối phong phú và đỉnh dương xỉ ở sau ranh giới này.
Hiện tại, chuỗi trầm tích chứa hóa thạch khủng long có nhiều thông tin nhất trên thế giới về ranh giới K-T được tìm thấy ở Bắc Mỹ, đặc biệt là các hệ tầng Hell Creek có tuổi Maastricht muộn ở Montana, Hoa Kỳ. Khi so sánh hệ tầng này với các hệ tầng có tuổi cổ hơn (khoảng 75 Ma) như hệ tầng sông Judith/công viên khủng long (theo thứ tự ở Montana và Alberta, Canada) cung cấp thông tin về các biến đổi trong các quần thể khủng long trong vòng 10 triệu năm cuối của kỷ Phấn Trắng. Các lớp đáy hóa thạch này phân bố giới hạn về mặt địa lý, bao phủ chỉ một phần của một lục địa.
Các hệ tầng Champagne giữa-muộn cho thấy sự đa dạng hóa cao hơn của các loài khủng long so với bất kỳ nhóm đá riêng lẻ nào khác. Các lớp đá thuộc tầng Maastricht muộn chứa số lượng thành viên lớn nhất của các nhánh chính như: Tyrannosaurus, Ankylosaurus, Pachycephalosaurus, Triceratops và Torosaurus, điều này cho thấy thức ăn dồi dào ngay trước khi tuyệt chủng.
Ngoài các di chỉ hóa thạch khủng long dồi dào, còn có các hóa thạch thực vật minh họa cho sự suy giảm về số lượng loài thực vật qua ranh giới K-T. Trong các trầm tích bên dưới ranh giới K-T, xác thực vật chủ yếu là các hạt phấn hoa của thực vật hạt kín, nhưng lớp ranh giới thực sự chứa ít bào tử phấn hoa và chủ yếu là bào tử dương xỉ. Mức độ bào tử phấn hoa bình thường dần dần hồi phục ở trên lớp ranh giới. Điều này tương tự như điều xảy ra ở những khu vực bị tàn phá bởi các vụ phun trào núi lửa ngày nay, ở những nơi này sự hồi phục do các loài dương xỉ dẫn đầu và sau đó chúng được thay thế bởi các loài thực vật hạt kín to lớn hơn.

### Hóa thạch biển
Sự tuyệt chủng hàng loạt các loài phiêu sinh vật biển có thể đã xảy ra đột ngột, ngay tại ranh giới K-T. Các chi cúc đá bị tuyệt chủng tại hoặc gần ranh giới K-T; tuy nhiên, có một sự tuyệt chủng chậm hơn và nhỏ hơn của các loài cúc đá trước ranh giới này liên quan đến đợt biển thoái vào Creta muộn. Sự tuyệt chủng từ từ của hầu hết các loài hai mảnh vỏ họ Inoceramidae bắt đầu khá sớm từ trước ranh giới K-T, và sự sụt giảm nhỏ, từ từ trong sự đa dạng của các loài cúc đá đã diễn ra trong suốt thời kỳ Creta rất muộn. Việc phân tích sâu hơn cho thấy rằng một số quá trình đã đang diễn ra trong các biển kỷ Phấn Trắng muộn và chồng chéo một phần theo thời gian, sau đó thì kết thúc với sự tuyệt chủng hàng loạt đột ngột.

## Thời gian diễn ra
Khoảng thời gian diễn ra sự kiện tuyệt chủng cũng còn nhiều tranh cãi do có hai giả thuyết khác nhau, một cho rằng sự kiện tuyệt chủng diễn ra nhanh trong khoảng thời gian tương đối ngắn (vài năm hoặc vài ngàn năm) trong khi các giả thuyết khác thì cho rằng thời gian diễn ra sự kiện này lâu hơn. Vấn đề này khó giải quyết do do liên quan đến hiệu ứng Signor-Lipps; hiệu ứng này chỉ ra rằng di chỉ hóa thạch là không hoàn thiện và thời điểm tuyệt chủng thực sự của một loài thường xảy ra muộn hơn rất nhiều so với niên đại của hóa thạch cuối cùng của loài đó. Các nhà khoa học cũng tìm thấy rằng có rất ít các lớp đáy liên tục chứa hóa thạch trải qua một khoảng thời gian từ vài triệu năm trước ranh giới sự kiện tuyệt chủng K–Pg đến vài triệu năm sau ranh giới đó.

## Nguyên nhân gây tuyệt chủng
Có nhiều giả thiết đề cập đến nguyên nhân gây ra sự tuyệt chủng hàng loạt tại ranh giới K-T. Các giả thiết này tập trung vào các sự kiện va chạm hoặc sự gia tăng của hoạt động núi lửa; hoặc cả hai yếu tố trên. Dựa trên các bằng chứng đã được tích lũy trong quá trình nghiên cứu, các nhà cổ sinh vật học đã thống nhất về nguyên nhân cơ bản gây ra sự tuyệt chủng là do một tiểu hành tinh đã va chạm vào Trái Đất vào khoảng 65,5 triệu năm trước, gây ra sự tàn phá nghiêm trọng sinh quyển của Trái Đất.

### Sự va chạm của tiểu hành tinh

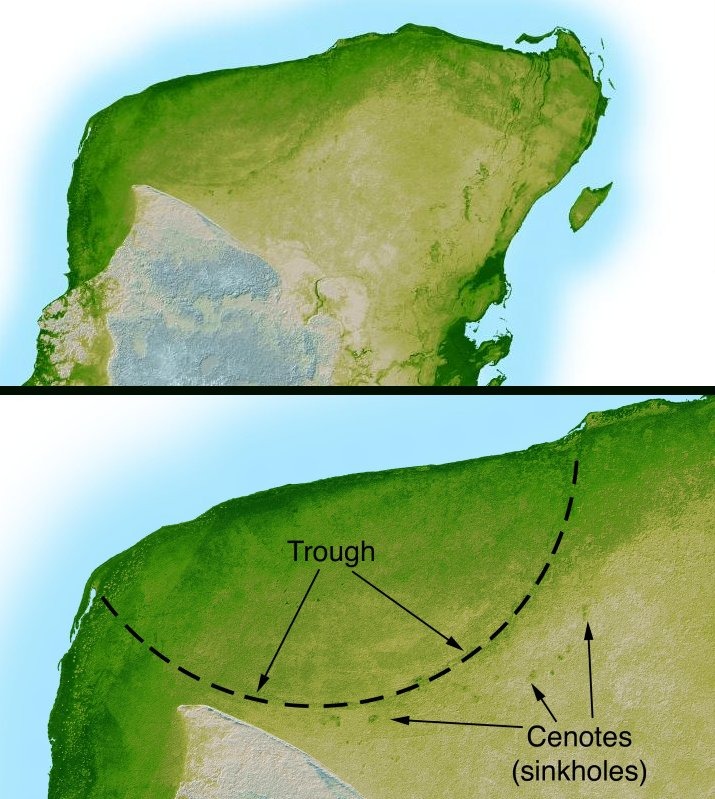
Ảnh radar thể hiện vòng tròn đường kính 180 km của hố va chạm Chicxulub.

Năm 1980, một nhóm nghiên cứu gồm nhà vật lý người Mỹ đoạt giải Nobel Vật lý 1968 Luis Walter Alvarez (con trai nhà địa chất Walter Alvarez) cùng nhà hóa học Frank Asaro và Helen Michel đã phát hiện ra các lớp trầm tích phân bố trên khắp thế giới tại ranh giới K-T chứa hàm lượng iridi cao gấp nhiều lần so với bình thường (30, 160 và 20 lần trong 3 mặt cắt nghiên cứu). Iridi là một nguyên tố cực hiếm trong vỏ Trái Đất do nó là nguyên tố chuyển tiếp có tỷ trọng cao có xu hướng chìm vào bên trong lõi Trái Đất trong quá trình phân dị hành tinh (planetary differentiation). Vì iridi còn sót lại nhiều trong hầu hết các tiểu hành tinh và sao chổi, nên nhóm Alvarez cho rằng một tiểu hành tinh đã va vào Trái Đất tại thời điểm ranh giới K-T. Cũng có những suy đoán trước đó về khả năng có một sự kiện va chạm, nhưng đây là bằng chứng đầu tiên được phát hiện ra.
Sự va chạm này có thể đã làm ức chế quá trình quang hợp do nó tạo ra các đám mây bụi làm giảm năng lượng Mặt Trời đến bề mặt Trái Đất, và giải phóng các sol khí axit sulfuric vào tầng bình lưu, các yếu tố này có thể làm giảm năng lượng Mặt Trời đến bề mặt Trái Đất từ 10-20%. Phải mất ít nhất 10 năm để các sol khí này phân hủy, chừng ấy thời gian cũng đủ để gây ra sự kiện tuyệt chủng các loài thực vật và thực vật phiêu sinh, và các loài sinh vật phụ thuộc vào chúng (như các loài thú săn mồi cũng như thú ăn cỏ). Các sinh vật nhỏ ăn các mảnh vụn thức ăn có thể có cơ hội để sống sót. Hậu quả của sự phóng thích các vật liệu va chạm vào khí quyển Trái Đất có thể diễn ra trong khoảng thời gian ngắn như xung cường độ mạnh làm giết chết các sinh vật phơi nhiễm. Các trận bão lửa toàn cầu có thể là kết quả của xung lực nhiệt và việc các mảnh vụn rơi trở lại bề mặt Trái Đất sau vụ nổ. Hàm lượng O
2 cao vào cuối kỷ Phấn Trắng có thể đã giúp cho sự hình thành các trận bão lửa này. Hàm lượng O
2 trong khí quyển giảm mạnh vào đầu đệ Tam. Nếu các trận bão lửa lan tỏa xảy ra, chúng có thể làm tăng hàm lượng CO
2 trong khí quyển và gây ra hiệu ứng nhà kính tạm thời ngay sau khi mây bụi lắng đọng, và điều này có thể đã tiêu diệt hầu hết các sinh vật dễ tổn thương đã sống sót ngay sau vụ va chạm xảy ra.
Sự va chạm cũng có thể gây ra mưa axít tùy thuộc vào loại đá cấu tạo nên tiểu hành tinh va chạm. Tuy nhiên, một nghiên cứu gần đây cho rằng ảnh hưởng này tương đối nhỏ, nó có thể kéo dài khoảng 12 năm. Tính axit đã được môi trường trung hòa, và sự sống sót của các loài thú dễ tổn thương đối với mưa axit (như các loài ếch) cho thấy rằng yếu tố này không đóng vai trò quan trọng đối với sự tuyệt chủng. Các giả thuyết va chạm chỉ có thể giải thích sự tuyệt chủng diễn ra trong thời gian rất nhanh, vì các đám mây bụi và các sol khí lưu huỳnh thải vào khí quyển chỉ có thể tồn tại trong thời gian khá ngắn khoảng 10 năm.
Một ngiên cứu sau đó xác định rằng hố va chạm Chicxulub bị chôn vùi dưới Chicxulub trên bờ biển của Yucatán, México là một hố va chạm trùng khớp với tuổi giả thiết của Alvarez đưa ra. Hố này được xác định năm 1990 dựa trên công trình của Glen Penfield được hoàn thành năm 1978, nó có hình ovan với đường kính trung bình khoảng 180 km, gần bằng với kích thước mà nhóm Alvarez đã tính toán. Hình dạng và vị trí của hố này ám chỉ những nguyên nhân sâu xa của sự phá hủy ngoài đám mây bụi. Tiểu hành tinh chạm vào đại dương và có thể đã gây ra các trận siêu sóng thần, các dấu vết đã được tìm thấy ở một vài nơi trong vùng cát biển Caribbe và đông Hoa Kỳ ở những nơi mà lúc đó là đất liền, và các mảnh vụn thực vật và đá lục địa trong các trầm tích biển được định tuổi cùng lúc với sự kiện va chạm. Thiên thạch va chạm vào lớp thạch cao (calci sulfat) đã tạo ra một lượng lớn sol khí lưu huỳnh điôxit. Yếu tố này có thể đã làm giảm ánh sáng Mặt Trời chiếu đến Trái Đất và sau đó là mưa axit làm chết các loài thực vật, phiêu sinh vật và các sinh vật có vỏ làm bằng calci cacbonat (coccolithophore và mollusca). Vào tháng 2 năm 2008, một nhóm nghiên cứu đã sử dụng các hình ảnh địa chấn về hố va chạm để xác định rằng sự va chạm đã xảy ra dưới nước ở độ sâu lớn hơn so với các giả định trước đây. Họ cho rằng yếu tố này đã làm gia tăng lượng sol khí sulfat trong khí quyển tạo ra sự chết chóc hàng loạt do thay đổi môi trường và do mưa axit.
Hầu hết các nhà cổ sinh vật học ngày nay đồng ý rằng một tiểu hành tinh đã va chạm vào Trái Đất vào khoảng thời gian cách đây 65 Ma, nhưng cũng còn tranh cãi rằng liệu sự va chạm này có phải là nguyên nhân duy nhất gây ra sự tuyệt chủng hàng loạt. Có bằng chứng rằng có một giai đoạn khoảng 300 ka từ khi va chạm xảy ra đến khi tuyệt chủng hàng loạt. Năm 1997, nhà cổ sinh vật học Sankar Chatterjee đưa ra đề xuất rằng có một hố va chạm lớn hơn tên Shiva với đường kính 600 km đã xảy ra cùng thời gian đó.
Năm 2007, một giả thiết đã đưa ra lập luận để giải thích sự va chạm đã tiêu diệt các loài khủng long các đây 65 Ma thuộc nhóm tiểu hành tinh Baptistina. Điều này gây chú ý đến giới nghiên cứu dựa trên những nguồn tài liệu có uy tín, một phần do có rất ít chất rắn của các tiểu hành tinh thuộc nhóm này được quan sát. Một nghiên cứu gần đây phát hiện rằng 298 Baptistina không có cùng dữ liệu hóa học với nguồn đã gây ra sự va chạm. Mặc dù phát hiện này có thể có sự liên hệ giữa họ Baptistina và sự va chạm K-Pg là khó chứng minh, nhưng cũng không loại trừ khả năng đó. Một nghiên cứu WISE năm 2011 về ánh sáng phản xạ từ các tiểu hành tinh của họ này phát ra ước tính khoảng 80 Ma, làm nó không đủ thời gian để thay đổi quỹ đạo và tác động vào Trái Đất ở thời điểm cách đây 65 Ma.
Vào tháng 3 năm 2010, một hội thảo quốc tế về các giả thiết liên quan đến tiểu hành tinh đặc biệt là sự va chạm Chicxulub, được xem là nguyên nhân gây ra tuyệt chủng. Một nhóm gồm 41 nhà khoa học đã xem lại các tài liệu ấn hành trong vòng 20 năm và cũng đã loại trừ những giả thuyết khác như siêu núi lửa. Họ đã xác định rằng một khối đá có kích thước 10–15 km đã va chạm vào Trái Đất tại Chicxulub bán đảo Yucatán ở México. Vụ va chạm có thể đã giải phóng một lượng năng lượng tương đương 100 × 1012 tấn TNT, lớn hơn khoảng 5 tỷ lần năng lượng của quả bom nguyên tử thả xuống Nagasaki và Hiroshima.

### Phun trào núi lửa tại trap Deccan
Trước năm 2000, các luận cứ cho rằng các dòng lũ bazan trap Deccan đã gây ra sự tuyệt chủng thường gắn liền với quan điểm cho rằng quá trình tuyệt chủng diễn ra từ từ, do các dòng lũ bazan được cho là bắt đầu diễn ra trong khoảng 68 Ma và kéo dài hơn 2 triệu năm. Bằng chứng gần đây nhất cho thấy các trap này phun trào hơn 800.000 năm kéo qua ranh giới K-T, và do đó có thể nó đóng vai trò trong sự tuyệt chủng và sự hồi phục sinh học chậm sau đó.
Các trap Deccan có thể là nguyên nhân gây tuyệt chủng theo một số cơ chế như sự giải phóng bụi và các sol khí sulfuric vào không khí làm ngăn chặn ánh sáng Mặt Trời và giảm quá trình quang hợp của thực vật. Ngoài ra, hoạt động núi lửa trap Deccan có thể sinh ra một lượng cacbon dioxide lớn gây ra hiệu ứng nhà kính khi bụi và sol khí chiếm toàn bộ khí quyển.
Trong những năm khi mà giả thuyết trap Deccan còn gắn với sự tuyệt chủng từ từ, Luis Walter Alvarez (1911-1988) đã cho rằng các nhà cổ sinh vật học bị lầm lạc do thiếu hụt dữ liệu. Trong khi khẳng định của ông ban đầu không được ủng hộ, nhưng các nghiên cứu thực địa sau đó về các lớp đáy hóa thạch lại nghiêng về phía tuyên bố của ông. Cuối cùng thì hầu hết các nhà cổ sinh vật học bắt đầu chấp nhận ý tưởng rằng sự tuyệt chủng hàng loạt vào cuối kỷ Phấn Trắng chủ yếu hay một phần là do sự va chạm của tiểu hành tinh vào Trái Đất. Tuy nhiên, ngay cả Walter Alvarez cũng đã thừa nhận rằng có các thay đổi lớn khác trên Trái Đất đã xảy ra ngay trước sự va chạm, như mực nước biển tụt xuống và các hoạt động phun trào núi lửa diễn ra mạnh mẽ đã tạo ra các trap Deccan ở Ấn Độ, và các thay đổi này có thể đã góp phần tạo ra sự tuyệt chủng.

### Sự va chạm của các tiểu hành tinh nhiều lần
Có nhiều hố va chạm khác cũng được tạo ra vào thời điểm ranh giới K-T. Quan điểm này cho rằng có khả năng có nhiều vụ va chạm liên tục đã xảy ra, đó có thể là những mảnh thiên thạch hay những mảnh vỡ của tiểu hành tinh tương tự như sao chổi Shoemaker-Levy 9 đã tạo nên hố va chạm trên Sao Mộc. Ngoài hố va chạm Chicxulub đường kính 180 km, còn có hố va chạm Boltysh với đường kính 24 km ở Ukraina có tuổi (65,17 ± 0,64 Ma), hố va chạm Silverpit có đường kính 20 km ở biển Bắc có tuổi (60–65 Ma), và một hố va chạm khác có đường kính lớn hơn vẫn đang còn tranh cãi là hố va chạm Shiva có đường kính 600 km. Những hố va chạm khác có thể được hình thành trong đại dương Tethys có thể biến mất do các hoạt động kiến tạo như sự trôi dạt về phía bắc của mảng châu Phi và Ấn Độ.

### Biển thoái Maastricht

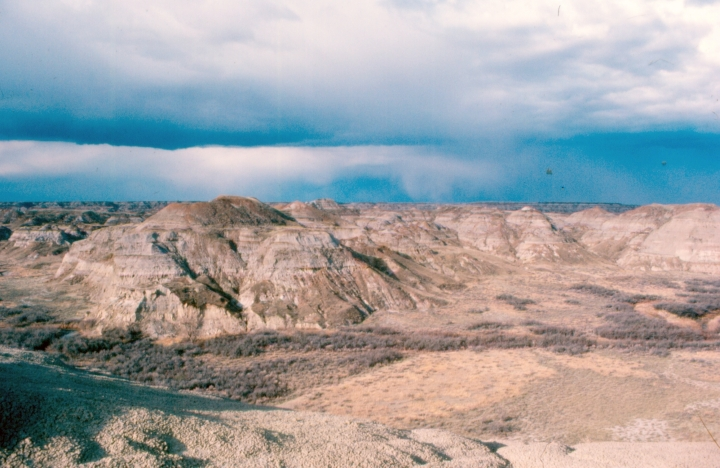
Hệ tầng Dinosaur Park.

Có bằng chứng rõ ràng về mực nước biển sụt giảm vào giai đoạn cuối của kỷ Phấn Trắng thấp hơn so với các thời gian khác trong Đại Trung sinh. Trong một số lớp đá thuộc tầng Maastricht có mặt ở nhiều nơi trên thế giới, các lớp nằm trên có nguồn gốc lục địa trong khi các lớp nằm dưới có nguồn gốc ven bờ và các lớp sớm hơn nữa đặc trưng cho đáy biển. Các lớp này không thể hiện tính nằm nghiêng và không có biến dạng liên quan đến kiến tạo sơn, do đó giải thích hợp lý nhất là do biển thoái. Không có bằng chứng trực tiếp về nguyên nhân gây ra biển thoái, nhưng cách giải thích hiện được chấp nhận như là có thể nhất là do các sống núi giữa đại dương trở nên ít hoạt động hơn và do đó bị nhấn chìm do khối lượng của nó.
Biển thoái mạnh có thể đã làm giảm nhiều diện tích thềm lục địa, nơi có các loài sinh vật biển nhiều nhất, và do đó có thể đã làm cho sự tuyệt chủng hàng loạt ở biển xảy ra. Tuy nhiên, một nghiên cứu khác kết luận rằng sự biến đổi này có thể đã không đủ gây ra sự kiện này nếu quan sát chỉ dựa trên mức độ tuyệt chủng của cúc đá. Biển thoái cũng có thể đã gây ra các biến đổi khí hậu, một phần bằng cách làm thay đổi chế độ gió và dòng hải lưu và một phần làm giảm suất phản chiếu của Trái Đất và do đó làm tăng nhiệt độ toàn cầu.
Biển thoái cũng tạo ra sự mất đi của các biển nông nằm một phần trong lục địa như Western Interior Seaway ở Bắc Mỹ. Việc mất đi các biển này đã làm thay đổi lớn môi trường sống của sinh vật, xóa bỏ các đồng bằng ven biển 10 triệu năm trước khi sự đa dạng hóa của các loài phát triển ở các nơi này như được ghi nhận trong hệ tầng Dinosaur Park. Một hậu quả khác là sự mở rộng của các môi trường nước ngọt, do các dòng chảy trên lục địa phải đi qua một khoảng cách dài hơn trước khi đổ ra biển. Khi yếu tố này xuất hiện đó là điều kiện lý tưởng cho các loài động vật có xương sống nước ngọt phát triển.

### Nhiều nguyên nhân khác
Trong một bài báo, J. David Archibald và David E. Fastovsky đã thảo luận về một kịch bản bao gồm 3 nguyên nhân chính: núi lửa, biển thoái, và sự va chạm của các vật thể ngoài Trái Đất. Theo kịch bản này, các quần thể lục địa và biển đã chịu áp lực bởi các thay đổi về số lượng và mất môi trường sống. Khủng long là loài động vật có xương sống lớn nhất bị ảnh hưởng đầu tiên khi môi trường thay đổi, và sự đa dạng của chúng suy giảm. Cùng lúc đó các vật liệu dạng hạt từ hoạt động núi lửa làm khí hậu trên một số vùng của Trái Đất lạnh và khô đi. Sau đó, một sự va chạm xảy ra làm cho chuỗi thức ăn dựa trên quá trình quang hợp cả trên đất liền và dưới biển bị phá vỡ. Sự khác biệt chính giữa giả thiết này và các giả thiết từng nguyên nhân riêng lẻ ở chỗ những người theo giả thiết này thì cho rằng các nguyên nhân riêng lẻ không đủ mạnh để gây ra tuyệt chủng hoặc không thể tạo ra kiểu tuyệt chủng phân loại loài.

### Chú giải
1. ↑  Trước đây sự kiện này có tên Sự kiện tuyệt chủng Phấn Trắng – Đệ Tam, tuy nhiên do thuật ngữ "Đệ Tam" hiện không được ICS dùng làm tên chính thức để chỉ các đơn vị đá mà thay vào đó là kỷ Cổ Cận.
2. 1 2  Sự kiện này còn có tên gọi ngắn hơn là sự kiện tuyệt chủng K–Pg (K viết tắt của Kreide tức Kỷ Phấn trắng Creta, Pg cho Kỷ Cổ Cận